# Ансье
Ансье́ (фр. Ancier) — коммуна во Франции, находится в регионе Франш-Конте. Департамент — Верхняя Сона. Входит в состав кантона Гре. Округ коммуны — Везуль.
Код INSEE коммуны — 70018.

## География
Коммуна расположена приблизительно в 290 км к юго-востоку от Парижа, в 38 км северо-западнее Безансона, в 45 км к юго-западу от Везуля.
На севере коммуны протекает река Морт.

## Население
Население коммуны на 2010 год составляло 475 человек.
| 1962 | 1968 | 1975 | 1982 | 1990 | 1999 | 2010 |
| ---- | ---- | ---- | ---- | ---- | ---- | ---- |
| 247  | 284  | 345  | 448  | 490  | 424  | 475  |

## Администрация
| Период | Период | Фамилия        | Партия | Примечания |
| ------ | ------ | -------------- | ------ | ---------- |
| 2001   | 2007   | Бернар Рюше    |        |            |
| 2007   | 2014   | Армель Шевалье |        |            |

## Экономика
В 2010 году среди 292 человек трудоспособного возраста (15—64 лет) 216 были экономически активными, 76 — неактивными (показатель активности — 74,0 %, в 1999 году было 71,4 %). Из 216 активных жителей работали 193 человека (105 мужчин и 88 женщин), безработных было 23 (14 мужчин и 9 женщин). Среди 76 неактивных 16 человек были учениками или студентами, 50 — пенсионерами, 10 были неактивными по другим причинам.

## Фотогалерея

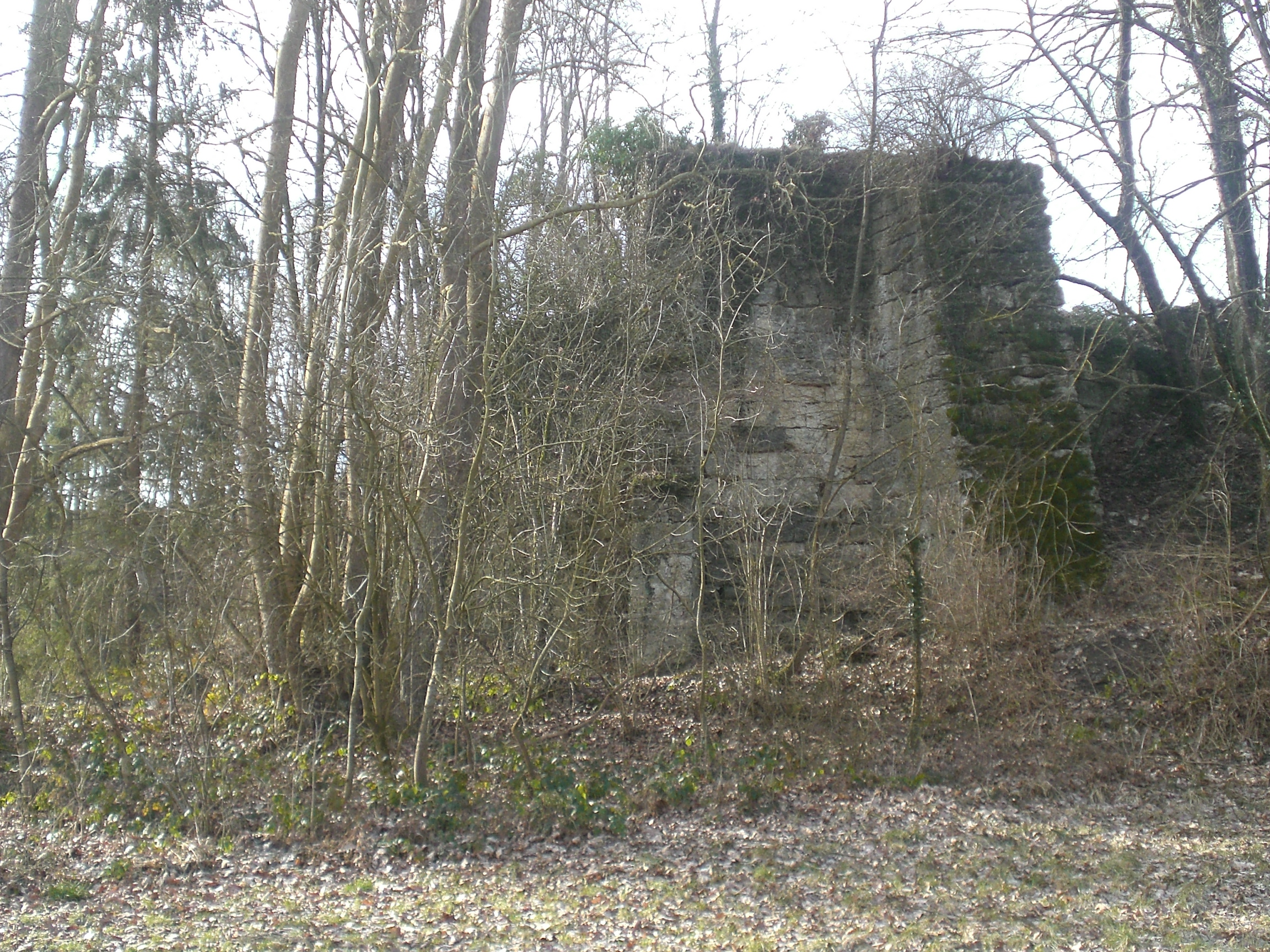
Руины доменной печи
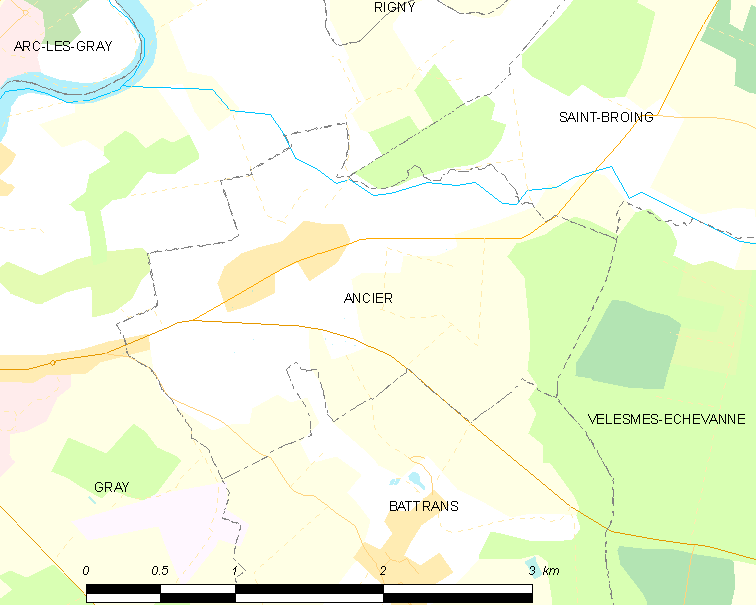
Карта коммуны